# Claudia Fernández Viera
Claudia Fabiana Fernández Viera (Montevideo, 22 de junio de 1976) es una modelo, vedette, actriz, conductora y empresaria uruguaya.

## Biografía
Realizó primaria y secundaria en el Colegio y Liceo Sagrado Corazón Vedruna (Montevideo). En la adolescencia comenzó su carrera de modelo, trabajando para María Raquel Bonifaccino.
Actriz y vedette de varios espectáculos rioplatenses, en 2007 participó del programa Bailando por un sueño y Patinando por un sueño. Fue conductora del ciclo uruguayo Bendita TV, junto a Jorge Piñeyrúa durante seis temporadas. Como empresaria es la cara de una línea de esmaltes y cremas. En 2013, lanzó su línea de ropa interior con su nombre como marca y en donde modela sus prendas.
En teatro realizó varias obras, entre ellas, una con la actriz Gladys Florimonte llamada Gemelas.
En 2014, obtuvo el Premio Iris como la más elegante. En 2016, fue galardonada en los Premio Iris por conducción femenina.
En julio de 2016, Claudia Fernández participó de la campaña «Adoptar no es una Moda» de la organización uruguaya Animales Sin Hogar; forman también parte de la campaña: Julieta Rada y Ximena Torres, entre otros.
A partir de febrero de 2017, se hizo cargo de la conducción de Escape Perfecto Famosos conducido anteriormente por Diego González, y coconducido por Annasofía Facello, por Canal 10. En agosto de 2019 conduce ¿Qué haría tu hijo?, adaptación uruguaya del programa británico What Would Your Kid Do?.
En 2020 fichó como integrante del jurado del programa de talentos de Canal 10, Got Talent Uruguay, participando de las tres temporadas emitidas. En 2023 estrena su espectáculo teatral: Se dice de mí. A mediados de diciembre de 2024 se anunció su incorporación a Canal 12 y su participación como miembro del jurado del concurso de talentos Tu cara me suena.

## Teatro
Algunas de sus actuaciones en el teatro fueron:
- 2009-2010: Fortuna
- 2010-2011: El gran show
- 2010-2011: Fortuna 2
- 2011: La magia del Tupilán
- 2011-2012: Gemelas
- 2011-2012: Qué gauchita es mi mucama
- 2012: La magia de Claudia
- 2012: Cirugía para dos
- 2014: Matrimonio por conveniencia
- 2016: Un papanata importante

## Libro
- 2024, A rabiar (autobiografía).

## Filmografía

### Televisión
| Año       | Título                            | Canal      | Rol                          |
| --------- | --------------------------------- | ---------- | ---------------------------- |
| 1998      | Dale que podés                    | Canal 4    |                              |
| 2001-2003 | Dale con Todo                     | Canal 10   | Ayudante                     |
| 2005      | Mochileros                        | Canal 10   | Co-coductora                 |
| 2005      | Cambio de vida                    | Canal 10   | Participante de reality show |
| 2007      | Bailando por un sueño             | Canal 13   | Concursante; 20ª Eliminada   |
| 2007      | Patinando por un sueño            | Canal 13   | Concursante; 9ª Eliminada    |
| 2008-2017 | Bendita TV                        | Canal 10   | Co-coductora                 |
| 2009-2011 | El Garage                         | Canal 10   | Conductora                   |
| 2011      | Jungla mágica                     | Canal 10   | Coconductora                 |
| 2011-2012 | Animales sueltos                  | América TV | Coconductora                 |
| 2012-2013 | La pelu                           | Telefe     | Ayudante                     |
| 2012      | La magia de Claudia               | Canal 10   | Conductora                   |
| 2013      | Más cerca con Claudia             | Canal 10   | Conductora                   |
| 2017-2020 | Escape perfecto - Edición Famosos | Canal 10   | Conductora                   |
| 2019      | ¿Qué haría tu hijo?               | Canal 10   | Conductora                   |
| 2020-2022 | Got Talent Uruguay                | Canal 10   | Jurado                       |
| 2024      | ¿Quién es la máscara?             | Teledoce   | Participante; Ganadora       |
| 2025      | Tu cara me suena                  | Teledoce   | Jurado                       |
| Ficciones |                                   |            |                              |
| Año       | Título                            | Canal      | Personaje                    |
| 2007      | Patito feo                        | Canal 13   | Samantha Torino              |
| 2007      | La oveja negra                    | Teledoce   | Lucía (1 episodio)           |
| 2011-2012 | Porque te quiero así              | Canal 10   | Malena Celaya                |

### Cine
| Año  | Título       | Personaje    |
| ---- | ------------ | ------------ |
| 2023 | No Me Rompan | Paola Blejer |

## Premios y nominaciones
| Año  | Premios     | Categoría                  | Trabajo nominado                             | Resultado |
| ---- | ----------- | -------------------------- | -------------------------------------------- | --------- |
| 2012 | Premio Iris | Presentadora de Televisión | Bendita TV                                   | Nominada  |
| 2013 | Premio Iris | Presentadora de Televisión | Bendita TV - La magia de Claudia             | Nominada  |
| 2014 | Premio Iris | Presentadora de Televisión | Bendita TV - Más cerca - La magia de Claudia | Nominada  |
| 2016 | Premio Iris | Presentadora de Televisión | Bendita TV                                   | Ganadora  |
| 2017 | Premio Iris | Presentadora de Televisión | Bendita TV                                   | Nominada  |
| 2018 | Premio Iris | Presentadora de Televisión | Bendita TV                                   | Nominada  |